# Bosjön (Österåkers socken, Uppland)
Bosjön är en sjö i Österåkers kommun i Uppland och ingår i Norrtäljeån-Åkerströms kustområde. Sjön har en area på 0,0903 kvadratkilometer och ligger 5,3 meter över havet.

## Delavrinningsområde
Bosjön ingår i det delavrinningsområde (660026-164662) som SMHI kallar för Rinner mot Västra Saxarfjärden. Medelhöjden är 32 meter över havet och ytan är 33,2 kvadratkilometer. Det finns inga avrinningsområden uppströms utan avrinningsområdet är högsta punkten. Avrinningsområdets utflöde mynnar i havet, utan att ha någon enskild mynningsplats. Avrinningsområdet består mestadels av skog (67 procent). Avrinningsområdet har 0,42 kvadratkilometer vattenytor vilket ger det en sjöprocent på 1,3 procent. Bebyggelsen i området täcker en yta av 6,24 kvadratkilometer eller 19 procent av avrinningsområdet.